# Црква Светог Арханђела Гаврила у Баничини
Црква Светог Арханђела Гаврила у Баничини, месту у општини Смедеревска Паланка, подигнута је 1892. године и представља непокретно културно добро као споменик културе. Споменички карактер цркве у Баничини не огледа се само у њеном архитектонском концепту и вредности сликарске целине већ и у томе што је место евоцирања сећања на људе и догађаје из прошлости овог краја. О томе сведоче гроб једног од најистакнутијих јунака Првог српског устанка Станоја Главаша и споменик палим ратницима у ослободилачким ратовима Србије 1912-1918. године који се налазе у порти цркве.

## Изглед цркве
Црква у Баничини посвећена је Светом арханђелу Гаврилу, подигнута је у центру села и изведена је у класицистичком духу уз примену елемената романтизма. У основи је једнобродна грађевина, просторно подељена на наос са певничким просторима са северне и јужне стране, олтарску апсиду на истоку и припрату са галеријом на западу, над којом је изведен високи звоник. Засведена је полуобличастим сводом. 
Скромну декорацију фасада, поред три профилисана подеона венца, посебно карактерише нагласак на западном прочељу. Улазни портал завршава се троугаоним тимпаноном, док је читава фасада издужена атиком таласастих контура са малим окулусом у оси. Вертикалност је додатно наглашена витким звоником који се надовезује на западну фасаду. Црква је осликана непосредно по изградњи. Мајстор живописа као и икона на олтарској прегради није познат.